# Северо-Двинский канал
Се́веро-Дви́нский кана́л — канал в Вологодской области России, является частью Северо-Двинской водной системы. Большая часть проходит по территории национального парка «Русский Север».
Соединяет реку Шексна, как часть Волго-Балтийского водного пути и реку Сухона, приток Северной Двины. Начинается от населённого пункта Топорня на Шексне (664—665 км Волго-Балтийского водного пути), проходит через реку Порозовица, Кубенское озеро и реку Сухона до шлюза № 7 «Знаменитый» (деревня Шера) в её истоке.
До 30-х годов XX века был единственным водным путём, соединявшим Волгу и Белое море.
Общая протяжённость канала составляет 127 километров. Ширина канала варьируется от 26 до 30 метров, глубина 1,8 метра (в настоящее время, далее Сиверского озера — 1,4—1,5 метра). Радиус закругления 200 метров.
В состав канала входят:
- Топорнинский канал
  - Шлюз № 2
  - Шлюз № 3
  - Топоринские заградительные ворота
- озеро Сиверское
- Кузьминский канал
- озеро Покровское (Бабье)
- речка Поздышка
- Зауломское озеро
  - Зауломская плотина
- 1-й Вазеринский канал
- озеро Пигасово
- 2-й Вазеринский канал
- озеро Кишемское
- Кишемский канал
  - Кишемские заградительные ворота
- река Иткла
  - Шлюз № 4 (рядом Шлюз № 4, Красново)
- Благовещенское озеро
- река Порозовица
  - Шлюз № 5 (рядом Шлюз № 5)
  - Шлюз № 6 (рядом Шлюз № 6)
- озеро Кубенское
  - Плотина «Знаменитая»
  - Шлюз № 7 «Знаменитый»

Канал обслуживается шестью шлюзами и восемью плотинами. Перепады в камерах варьируются от 1 до 4 метров, камеры деревянные.

## История
Построен с 1825 по 1829 годы. В XIX веке носил название канал Александра Вюртембергского в честь ответственного за строительство — управляющего путями сообщения Российской империи в 1822—1833 годах, герцога вюртембергского Александра Фридриха Карла фон Вюртембергского.
Первоначально выход к Шексне планировался возле деревни Звоз. Исторически канал пролегает большей своей частью по древнему торговому волочному маршруту, известному с X века. Первые помыслы выкопать в этом районе канал высказывал ещё Пётр I. Однако до XIX века этим замыслам не удавалось претвориться в жизнь по различным причинам. «Представления» с предложениями по прокладке канала были переданы Александру I канцлером Румянцевым Н. П. (в 1796), но они были отклонены по ряду причин.
Первые работы начались в 1823 году. Ими руководил лично главнокомандующий Ведомства путей сообщения и публичных зданий герцог Александр Вюртембергский. Проект был составлен и высочайше утверждён в 1824 году. К земельным работам приступили в 1825 году.
От Топорни до Сиверского озера был построен искусственный шлюзованный канал длиной 7 километров. Речка Карботка превратилась в Кузьминский канал (1,34 км). От Покровского озера путь шёл речкой Поздышкой, у которой углубили дно (3,4 км). От Зауломского озера снова шёл копаный канал (6,23), пересекая Валезинское озеро. За Кишемским озером снова канал, но уже короче (4,04), который упирался в шлюз перед Итклой, затем углублённая Порозовица привела строителей к Кубенскому озеру. Ширина каналов была 17 м, глубина 1,8 м. Было создано 13 шлюзов которые сначала поднимали суда на 11,4 м, а затем опускали их на 13,5.
Стройка была закончена уже в мае 1828 г., когда там прошло первое судно. Канал стал именоваться Вюртембюргским (Виртембругским) после указа императора от 23 августа того же года.
Новый водный путь, соединивший Петербург и Архангельск, оказался очень востребован. Однако до широкого распространения пароходов было ещё далеко, что накладывало свой отпечаток на работу канала. Шлюзы работали только с помощью людской тяги. По Топорнинскому каналу суда таскали также конской тягой. Сиверское озеро обычно проходили под парусом. Далее также конской или людской тягой до Кишемского озера, которое проходили «зачаливанием» (судно подтягивается ручной лебёдкой) свай вбитых по фарватеру из-за его заболоченности.
Водная система создавалась для использования судов таких же размеров, как и на Мариинской водной системе — 28 м длиной, 8,4 м шириной. В XIX веке основными судами были дощаники и насады. В 1861—1866 шлюзы были первый раз удлинены. Эта операция затем неоднократно повторялась. Ограничение по длине к концу XIX века составляло 42,6 метра. В 1834 году, с целью увеличения глубин в Кубенском озере, была построена плотина «Знаменитая» со шлюзом.
Вскоре после строительства была выявлен недостаток воды в водораздельной части системы (Вазеринский канал), что приводило к его сильному обмелению во второй половине лета, затрудняющей судоходство. Для решения этой проблемы, была произведена первая значительная реконструкция системы. В 1882-85 годах были проведены значительные дноуглубительные работы, что позволило создать единый бьеф и избавиться от шлюзов на участке канала от озера Сиверское до реки Итклы. Были ликвидированы 3 шлюза, а в 1889 году — ещё один, таким образом в системе осталось 10 шлюзов. Размеры пропускаемых судов возросли: длина до 40 м, ширина до 8,5 м, осадка до 1,4 м, грузоподъемность до 320 т.
В конце XIX века наконец то появились паровики. Водную систему долго обслуживал пароход «Кубена».
В 1916—1921 годах была проведена капитальная реконструкция канала. Был прорыт новый, полутора-километровый участок Топорнинского канала, вместо 9 старых шлюзов были построены шесть шлюзов на новых спрямлённых участках канала (3 на новом Топорнинском канале, 1 на спрямлённом участке реки Иткла, 2 на Порозовице), а также был полностью реконструированы (построены заново) шлюз и плотина «Знаменитая» на Сухоне. все шлюзы были деревянными, новая плотина «Знаменитая» была выполнена из железобетона. На работах с 1916 по 1918 год работали пленные австрийцы (последняя группа военнопленных покинула стройку в мае 1918 года). Теперь через систему могли проходить корабли длиной 150 м, шириной 12 м, осадкой 1,8 и грузоподъёмностью 1000 т.
Все эти переустройства изменили традиционный горизонт рек и озёр региона. Особый вред был нанесён городу Кириллову и Кирилло-Белозерскому монастырю.
После революции канал переименовали в Северо-Двинский водный путь, а также к 1921 году были завершены работы произведенные в 1916—1918 годах. В 1930 году реконструирована Зауломская, а в 1932 году — Ферапонтовская плотина, новые плотины выполнены из железобетона, что позволило несколько повысить уровень воды в создаваемых ими водохранилищах. После постройки Беломорканала роль системы стала ослабевать; однако, в период Великой Отечественной войны он интенсивно использовался, а также реконструировался — были проведены значительные дноуглубительные работы, увеличена высота плотины «Знаменитая».
После войны ремонтом занимались Кузьминские судоремонтные мастерские, располагавшиеся в городе Кириллове, на берегу Кузьминского канала, в месте где к нему примыкает канал в озеро Лунское. В 1958-62 годах ручные приводы шлюзовых ворот были заменены на механические, в 1960-70-х годах берега каналов укрепили стенкой из деревянных свай длиной 8,5 км, в 1980-х годах заменили ворота шлюзов на металлические, ввели в строй металлические понтонные переправы.
После реконструкции уже Волго-Балта в 1964 году был разобран и затоплен шлюз № 1 на Топорнинском канале. До создания дороги Вологда — Повенец система обслуживала пассажирские теплоходы. Сейчас пассажирское сообщение по системе сугубо туристическое.
В настоящее время судоходное движение незначительное, главным образом баржи с лесом.
С 2013 году идёт реконструкция системы, с укреплением берега и возведением ограждений по берегам.